# Ancyluris paramba
Ancyluris paramba is een vlindersoort uit de familie van de prachtvlinders (Riodinidae), onderfamilie Riodininae.
Ancyluris paramba werd in 1994 beschreven door D'Abrera.